# Moussa Mara
Moussa Mara (Bamako, 2 marzo 1975) è un politico maliano.

## Biografia
È stato primo ministro del Mali dall'aprile 2014 al gennaio 2015.
Si era candidato alle elezioni presidenziali in Mali del 2013 ottenendo solo l'1,53%.
Il 16 luglio 2025, Moussa Mara è stato interrogato dalla Brigata investigativa giudiziaria del Mali.